# Скажене борошно
Скажене борошно — тонкий вугільний пил, який супроводжує раптовий викид вугілля та газу у шахтах. Внаслідок раптового викиду С.б. покриває шаром поверхню виробок. Як правило товщина шару «скаженого борошна» не перевищує перших сантиметрів. Унікальний раптовий викид вугілля та газу стався у 1968 р. в українському Донбасі на шахті ім. Ю.Гагаріна. Викинуте вугілля повністю засипало квершлаґ довжиною 650 м, при цьому товщина шару «скаженого борошна» була максимальною з відомих випадків — 40-50 см.